# ミスミスター青山コンテスト
ミスミスター青山コンテスト(略称:青山ミスコン) とは、青山学院大学の学生を候補として開催されるキャンパスコンテストのことである。
日本の大学で行われるミス・コンテスト及びミスター・コンテストのうちの1つであり、その規模や知名度から日本最大のキャンパスコンテストであると言われている。
毎年開催がされており、ミスミスターそれぞれ6名がファイナリストとして活動し、ネット投票や会場投票などを通じ内1名がグランプリとして選ばれる。ファイナリストを経て芸能界に進むことも多いので、女性タレントや女子アナウンサーへの登竜門ともなっていることで知られる。
2019年までは青山学院大学の公認団体（部活動の一環）として広告研究会が主催となって大学祭の催事として実施されており、模擬店などを抑え大学祭で1番注目される催しとする調査もある。かねてより主催する広告研究会と参加者との間で拘束時間や審査基準、金銭面でのトラブルがあり、大学当局はその点の改善を広告研究会に対し再三求めていたが、それらを無視する形で2020年からはミスミスター青山コンテスト実行委員会なる学外団体が主催となって活動を続けている。開催時期が近づくと大学当局から学外団体主催の青山学院とは無関係の催しであり、参加に関しては自己責任である旨の注意喚起が学生に対しなされている。

## 著名な青山ミスコン出身者
- 村上知奈美（1993年／元セント・フォース、元フリーアナウンサー）
- 小林由美恵（1995年／トヨタオフィス）
- 梅津弥英子（1996年／元セント・フォース→フジテレビアナウンサー）
- 滝川クリステル（1996年準ミス／元共同テレビアナウンサー→フォニックス、フリーアナウンサー）
- 市川寛子（1999年／テレビ朝日社員、元アナウンサー）
- 森麻季（2000年／元日テレアナウンサー→テンカラット、澤村拓一の元妻、フリーアナウンサー）
- 三浦茉莉（2001年ファイナリスト／元キャンパスパーク→元東海テレビアナウンサー→元セント・フォース、元フリーアナウンサー）
- 小川友佳（2004年／元キャンパスパーク、元セント・フォース）
- 岩崎彩香（2006年／元キャンパスパーク、読者モデル）
- 江藤愛（2006年準ミス／TBSアナウンサー）
- 谷村奈南（2006年審査員特別賞／元ライジングプロダクション、歌手・グラビアアイドル）
- 田中みな実（2007年準ミス／元キャンパスパーク→元TBSアナウンサー→元テイクオフ→フラーム、フリーアナウンサー・女優）
- 久冨慶子（2008年／Miss of Miss Campus Queen Contest 2008ファイナリスト、テレビ朝日アナウンサー）
- 大槻典子（2008年ファイナリスト／オスカープロモーション、タレント）
- 平林玲美（2008年ファイナリスト／生島企画室、フリーアナウンサー・レポーター）
- 新井恵理那（2009年／セント・フォース、フリーアナウンサー）
- 本仮屋リイナ（2009年ファイナリスト／元東海テレビアナウンサー→アミューズ、フリーアナウンサー）
- 小林真由（2010年ファイナリスト／ヴィズミック、モデル・タレント）
- 玉木碧（2011年ファイナリスト／元スプラウト→セント・フォース、フリーアナウンサー）
- 鈴木沙耶（2013年／Miss of Miss Campus Queen Contest 2013審査員特別賞、元スプラウト）
- 中山柚希（2013年準ミス／凸版印刷社員、キャンパスラボ代表兼プロデューサー）
- 本谷育美（2013年ファイナリスト／テレビ静岡アナウンサー）
- 安倍萌生（2014年／テンカラット、モデル・タレント）
- 日比麻音子（2014年準ミス／元スプラウト→TBSアナウンサー）
- 山本里菜（2014年ファイナリスト／元スプラウト→TBSアナウンサー）
- 山賀琴子（2015年／Miss of Miss Campus Queen Contest 2016グランプリ・JJ賞・モデルプレス賞、元研音→COTOCOTO代表、元女優→YouTuber）
- 井上清華（2015年ファイナリスト／元スプラウト→フジテレビアナウンサー）
- 中村麻美（2015年ファイナリスト／元CanCam it girl→ 丸紅社員→ CACHECブランドディレクター）
- 冨田麻実（2015年ファイナリスト／ 丸紅社員）
- 西口真央（2015年ファイナリスト／元広島テレビアナウンサー）
- 福田成美（2016年／Miss of Miss Campus Queen Contest 2017ファイナリスト、元スプラウト→元セント・フォース、元フリーアナウンサー）
- 平田佳奈（2016年準ミス／元キャンパスラボ→エイミー、OL・with girlsレギュラーメンバー）
- 熊原吏佳子（2016年ファイナリスト／スプラウト）
- 金子涼香（2016年ファイナリスト／元キャンパスラボ）
- 秋山知宥（2016年ファイナリスト／元ホリプロ）
- 今井美桜（2017年／CanCam it girl、元スプラウト→セント・フォース、フリーアナウンサー・モデル・タレント）
- 井口綾子（2017年準ミス／元CAMPUS ROOM→レプロエンタテインメント、元Ray専属読者モデル・プリ❤クラ→女優・タレント・グラビアアイドル）
- 遠野愛（2017年ファイナリスト／元Ray専属読者モデル・プリ❤クラ→福岡放送アナウンサー）
- 田本詩織（2018年／Miss of Miss Campus Queen Contest 2019モデルプレス賞、元スターダストプロモーション、元タレント）
- 末吉瞳（2018年準ミス／CanCam it girl）
- 齊藤紫帆（2018年ファイナリスト／スプラウト）
- ヴァッツ美良（2018年ファイナリスト／グラムモデルマネージメント、モデル）
- 田﨑さくら（2019年／元スプラウト→セント・フォース、フリーアナウンサー）
- 小室瑛莉子（2019年準ミス／フジテレビアナウンサー）
- 斎藤希実子（2019年ファイナリスト／NHKアナウンサー）
- 新田さちか（2020年準ミス／ホリプロ）
- 依田奈波（2020年ファイナリスト／スプラウト）
- 渡邊絵里香（2021年ミス青山グランプリ／アミューズ）
- 金田将浩（2021年ミスター青山グランプリ／スターダストプロモーション）
- 吉國唯（2021年準ミス／スプラウト）
- 鈴木里奈（2021年ファイナリスト／スプラウト）
- 山根亮（2021年準ミスター／スペースクラフト）